# Tolisa (Modriča, BiH)
Tolisa je naseljeno mjesto u sastavu općine Modriča, Republika Srpska, BiH.

## Povijest
Tolisa se do rata nalazila u sastavu općine Gradačac. Mjesnu zajednicu Tolisa (1.140 st.) čine dva naseljena mjesta: Tolisa i Krčevljani.

## Stanovništvo
| Tolisa             |              |                |                |
| godina popisa      | 1991.        | 1981.          | 1971.          |
| Srbi               | 797 (92,89%) | 1.247 (97,88%) | 1.487 (99,46%) |
| Hrvati             | 1 (0,11%)    | 2 (0,15%)      | 1 (0,06%)      |
| Muslimani          | 0            | 3 (0,23%)      | 0              |
| Jugoslaveni        | 2 (0,23%)    | 19 (1,49%)     | 1 (0,06%)      |
| ostali i nepoznato | 58 (6,75%)   | 3 (0,23%)      | 6 (0,40%)      |
| ukupno             | 858          | 1.274          | 1.495          |